# 32e groupe de reconnaissance de division d'infanterie
Le 32e groupe de reconnaissance de division d'infanterie (32e GRDI) est une unité de l'Armée française créée en 1939 et rattachée à la 43e division d'infanterie. Elle participera à la campagne de France lors de la Seconde Guerre mondiale. 

## Historique
Le 32e GRDI est créé le 25 août 1939 par le centre mobilisateur de cavalerie n°20 et le 3e régiment de hussards avec un appoint de gardes mobiles. En plus d'un GRDI classique, il est renforcé d'un peloton de quatre automitrailleuses Panhard 178. Il fait partie de la 43e division d'infanterie. Pendant la drôle de guerre, il défend des secteurs de la Ligne Maginot. 
Lors de l'invasion allemande, il stationne en réserve d'armée dans la région d'Épernay. Le 13 mai, il entre en Belgique. Il combat du 15 au 18 mai pour retarder l'offensive allemande dans la région de Charleroi et de Maubeuge. Il livre donc bataille à Lobbes le 15 mai 1940 puis à Charleroi le 17 mai 1940 puis à Maubeuge le 18 mai 1940. Il se replie vers l'ouest et continue à combattre à Bavay et Marchipont le 20 mai. Dans ce dernier village, une partie de l'escadron motocycliste est perdu. Le reste du GRDI se replie en ordre dispersé du 21 ou 28 mai. Il combat à Fournes et La Bassée le 24 mai. Des pelotons motocyclistes et le peloton d'automitrailleuses participent à la défense de Calais du 23 au 26 mai,, pour laquelle ce détachement recevra une citation.   
Le reste de l'unité arrive à Dunkerque et embarque sur le destroyer anglais HMS Shikari (en) le 28 mai, débarque à Douvres et stationne au camp de Tidworth (en) jusqu'au 31 mai. Le 1er juin, il embarque à Southampton pour débarquer à Cherbourg de lendemain. 
Le 32e GRDI est reconstitué avec des effectifs réduits et entre dans la composition de la 43e division d'infanterie recréée comme division légère d'infanterie. Les 91 rescapés débarqués le 2 juin sont renforcés par des éléments des 12e GRDI, 27e GRDI et 59e GRDI et l'unité, regroupée à Orbec, comptabilise douze officiers et 282 sous-officiers et cavaliers le 8 juin. Constitué d'un puis deux escadrons à pied, le GRDI combat le 17 juin sur l'Orne à Pont-d'Ouilly et au Mesnil-Amelot. 
Il capturé le 26 juin 1940 après l'Armistice et contrairement à ses clauses. 

## Ordre de bataille
- Commandement : Chef d’Escadrons Roux[1]
- Adjoint : Capitaine Weymaere[1]
- Escadron hors rang : Capitaine Rabot[1]
- Escadron hippomobile  : Capitaine Burel[1]
- Escadron motocycliste : Capitaine Miron d’Aussy[1]
- Escadron mitrailleuses et canons de 25 antichars : Capitaine Dupuy puis Lieutenant Lecomte[1]
- Peloton d'automitrailleuses Panhard 178 : Sous-Lieutenant Richard[1]